# لونازولاك
لونازولاك (بالإنجليزية: Lonazolac)‏ هو دواء مضاد التهاب لا ستيروئيدية

## الجرعة والاستطباب
- فموي:

الألم والالتهاب للكبار : ما يصل إلى 600 ملغ يوميا مقسمة على جرعات .
- شرجي

الألم والالتهاب للكبار : 400 ملغ مرتين يوميا.

## موانع الاستعمال
- فرط الحساسية لمضادات الالتهاب غير الستيروئيدية أو الأسبرين.
- قرحة المعدة الحادة.

## احتياطات خاصة
- الربو
- اضطرابات الحساسية
- اضطرابات نزفية
- ارتفاع ضغط الدم.
- كبار السن.
- فشل الكبد، الفشل الكلوي وخلل البصر القشري (CVI).

## الآثار الجانبية
- الغثيان وعدم الراحة في المعدة.
- الصداع.
- الدوخة.
- ردود فعل حساسية الجلد .

## التداخلات الدوائية
- يزيد من تأثير كلا من مضادات التخثر الفموية، الفينيتوئين و السلفونيل يوريا.
- زيادة المستويات البلازمية لليثيوم، الميثوتركسات والغليكوزيدات القلبية.
- زيادة السمية الكلوية مع مثبطات ACE، سيكلوسبورين، أو مدرات البول والتاكروليموس.
- زيادة خطر فرط بوتاسيوم الدم مع مثبطات ACE ومدرات البول الحافظة للبوتاسيوم.
- إنقاص الآثار الخافضة للضغط لمثبطات ACE، حاصرات β ومدرات البول.
- قد تحدث تشنجات عند استخدامها مع الكينولون.
- زيادة خطر الآثار الجانبية مع مضادات الالتهاب غير الستيروئيدية الأخرى. *زيادة خطر حدوث نزيف في الجهاز الهضمي والتقرح مع مضادات الالتهاب الستيروئيدية، مثبطات استرداد السيروتونين الانتقائية ، كلوبيدوغريل وتيكلوبيدين.
- زيادة خطر السمية الدموية مع الزيدوفودين.

## آلية العمل
يثبط تصنيع البروستاغلاندين من خلال خفض فعالية أنزيم السيكلوأوكسيجيناز.